# تپه دربد۱
تپه دربد۱ مربوط به هزاره اول قبل از میلاد است و در شهرستان مراغه، بخش سراجو، دهستان سراجوی شرقی، روستای صومعه سفلی واقع شده و این اثر در تاریخ ۲۵ آبان ۱۳۸۷ با شمارهٔ ثبت ۲۳۶۴۴ به‌عنوان یکی از آثار ملی ایران به ثبت رسیده است.